# Rise To Ruin
Rise to Ruin – siódmy album holenderskiej grupy deathmetalowej Gorefest. Został wydany w 2007 przez Nuclear Blast.

## Lista utworów
Opracowano na podstawie materiału źródłowego.
| Nr | Tytuł utworu           | Długość |
| -- | ---------------------- | ------- |
| 1. | „Revolt”               | 05:27   |
| 2. | „Rise to Ruin”         | 04:48   |
| 3. | „The War on Stupidity” | 04:14   |
| 4. | „A Question of Terror” | 05:35   |
| 5. | „Babylon's Whores”     | 09:09   |
| 6. | „Speak When Spoken To” | 04:19   |
| 7. | „A Grim Charade”       | 05:08   |
| 8. | „Murder Brigade”       | 04:15   |
| 9. | „The End of It All”    | 05:46   |
|    |                        | 48:41   |

## Twórcy
Opracowano na podstawie materiału źródłowego.
| Zespół Gorefest w składzie - Jan Chris de Koeijer – wokal prowadzący, gitara basowa - Frank Harthoorn – gitara - Boudewijn Bonebakker – gitara - Ed Warby – perkusja |  | Inni - Jacob Bredahl – wokal wspierający (1, 6) - Hans Pieters, Jacob Olsen, Dennis Leijdelmeijer – inżynieria dźwięku - Tue Madsen – realizacja nagrań, produkcja muzyczna, miksowanie, mastering - Mid, S. Kahnert – oprawa graficzna |

## Listy sprzedaży
| Lista                | Kraj     | Pozycja |
| -------------------- | -------- | ------- |
| MegaCharts           | Holandia | 61      |
| Media Control Charts | Niemcy   | 90      |